# José Ignacio de Márquez
José Ignacio de Márquez, né à Ramiriquí (Vice-royauté de Nouvelle-Grenade) le 9 septembre 1793 et mort à Bogota le 21 mars 1880, est un avocat et homme d'État colombien. Il fut le deuxième président de la République de Nouvelle-Grenade de 1837 à 1841.

## Biographie
Márquez est né à Ramiriquí, Boyacá et mort à Bogota à l'âge de 86 ans.
Il a étudié au Colegio Mayor de San Bartolomé à Bogotá, où il a étudié la jurisprudence et obtenu son diplôme d'avocat à l'âge de 20 ans.

## Carrière politique
En 1821, Márquez est élu délégué au Congrès de Cucuta et à 27 ans, il est élu président du congrès. À ce titre, il inaugure et prête serment au général Simón Bolívar, président de la Grande-Colombie et au général Francisco de Paula Santander, en tant que vice-président.
En 1831, Márquez est nommé secrétaire au Trésor par le président Domingo Caycedo.
Dès 1830, le nouveau pays est en butte aux prétentions de son voisin du sud, la nouvelle république d'Équateur, qui considère que les provinces qui appartenaient autrefois à la Real audiencia de Quito (Pasto, Popayán et Buenaventura) sont sous sa juridiction. La Nouvelle-Grenade, pour sa part, s'en tient au redécoupage de la Grande Colombie effectué en 1824 et considère ces provinces comme siennes car faisant partie de l'ancien District de Nouvelle-Grenade. La crise diplomatique débouche sur un affrontement armé entre le 7 février et le 8 décembre 1832 qui voit la victoire de la Nouvelle-Grenade. Malgré la signature d'un traité, les tensions diplomatiques entre les deux pays continueront jusqu'à la signature en 1916 du traité Muñoz Vernaza-Suárez, qui fixe définitivement la frontière commune.
Pendant ce temps, le 20 octobre 1831 la convention Grenadine fait officiellement de la Nouvelle-Grenade une république appelée République de Nouvelle-Grenade. Une nouvelle constitution est adoptée le 29 février 1832 qui établit un régime présidentiel et le général Francisco de Paula Santander, de retour d'exil, est élu président par le Congrès à titre provisoire. Santander est réélu en 1833 pour quatre ans.
Le Congrès élit Márquez comme vice-président auprès du général Santander. Ainsi, le 10 mars 1832, lors d'un voyage à l'étranger de Santander, Márquez occupa la présidence en tant que président par intérim.

## Présidence
Le 1er avril 1837, le général José María Obando est battu lors de l'élection présidentielle par Márquez.
La décision du Congrès de supprimer les couvents mineurs de la région de Pasto provoque le 30 juin 1839 le soulèvement de la population très catholique de la région, avec le soutien des fédéralistes libéraux auxquels il sert de prétexte et du général Juan José Flores, dirigeant de l'Équateur voisin. C'est le début de la Guerre des Suprêmes. Le général Pedro Alcántara Herrán est nommé par Márquez pour mater la rébellion et le 31 août 1839 à Buesaco il met en déroute la force principale des insurgés de Pasto. La réduction des dernières poches de résistance conduit à la capture de José Erazo. Ce dernier accuse le général José María Obando, probable candidat du parti d'opposition aux prochaines élections présidentielles, d'être impliqué dans l'assassinat du maréchal bolivien Antonio José de Sucre en 1830. Obando est forcé de quitter Bogota. Il se dirige vers Pasto et rejoint la rébellion. La mort de Francisco de Paula Santander en mai 1840 en fait le chef de l'opposition. Il sort de Pasto et démarre une insurrection en juillet 1840. Celle-ci est matée par le gouvernement central de Márquez grâce à l'aide du président équatorien Juan José Flores.
Cette intervention extérieure provoque un soulèvement général. Les chefs rebelles prononcent la sécession de leurs provinces transformées en États souverains, se donnent le titre de « chefs suprêmes » (en espagnol : jefes supremos, d'où le nom de ce conflit), et déclarent qu'ils ne réintégreront la Nouvelle-Grenade que lorsque celle-ci sera devenue une fédération. Toutefois les insurgés libéraux ne peuvent parvenir à s'unir politiquement et militairement ce qui conduit à la déroute de José María Obando, leur unique leader ayant assez de prestige pour briguer la présidence. Ils ressortent donc de ce conflit passablement affaiblis. Le président Márquez termine son mandat de manière énergique grâce à cette guerre.